# Montefortino

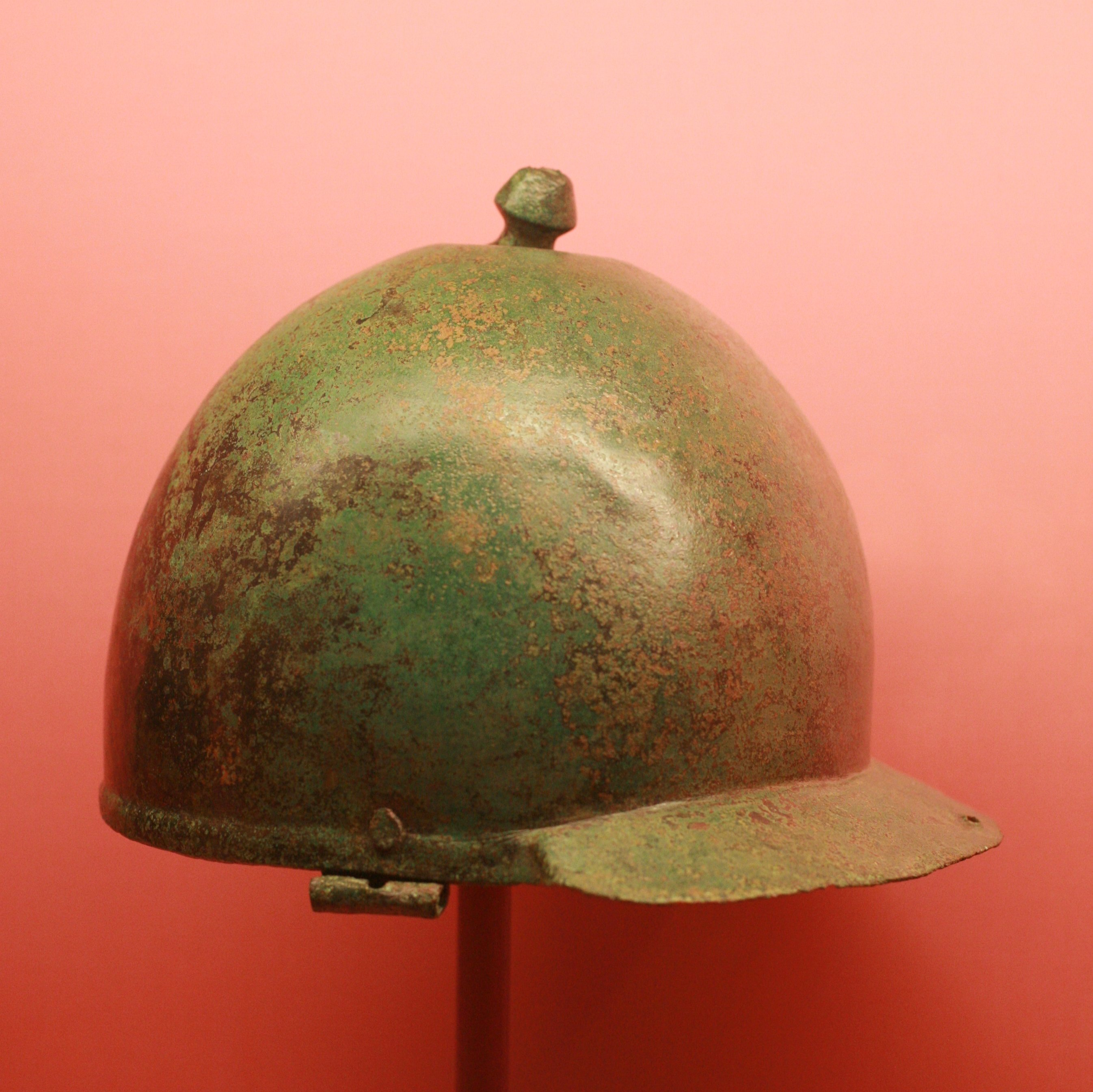
Montefortino bez zachovalých lícnic, Carnuntum.

Montefortino byla měděná římská přilba, součást římské uniformy přibližně od 4. století př. n. l. až do 1. století n. l.

## Vzhled a historie
Římané převzali tuto přilbu od Keltů během římsko-keltských válek v Itálii a romanizovali ji. Přilba byla jednoduchá na výrobu a zřejmě lehčí než do té doby používané řecké přilby. Montefortino byla hrncová přilba se slabým chráničem krku a s velkými lícnicemi na pantech. Svým vzhledem byla podobná moderním přilbám. Na vrchu měla držáky na chochol, který se během republiky běžně nosil. V raných dobách se na přilbě nosila volná kohoutí pera, v pozdějších republikánských dobách nosili na ní vojáci volný koňský chochol. Po Mariových reformách v 2. století př. n. l. byla Montefortino nejběžnější přilbou římského vojska, vedle ní sloužily i řecké attické přilby. Montefortino se přestalo používat někdy počátkem 1. století n. l., kdy ho nahradily kvalitnější Galey a Coolusy.